# Schlankschwänziger Laternenfisch
Der Schlankschwänzige Laternenfisch (Myctophum punctatum) ist ein kleiner ozeanisch lebender Tiefseefisch der im nördlichen Atlantik zwischen 69° und 15° nördlicher Breite vorkommt. 

## Verbreitung
Sein Verbreitungsgebiet reicht im östlichen Atlantik von der Küste Grönlands bis an die Küste Marokkos und Mauretaniens, wo nährstoffreiche Tiefenwasser aufsteigen. Im westlichen Atlantik findet man ihn von der Küste der USA bis zu der Grönlands. Außerdem kommt er im Mittelmeer vor, wo er einer der häufigsten Laternenfische ist. Bei Winterstürmen werden die Fische massenhaft an den Strand der Ligurischen Riviera geworfen.

## Merkmale
Die Fische sind schlank und werden etwa elf Zentimeter lang. Ihre Körperfarbe ist silbrig. Das Hinterende des Oberkiefers ist schmal, der Schwanzflossenstiel ist doppelt so lang wie hoch. Wie alle Laternenfische besitzt der Schlankschwänzige Laternenfisch Leuchtorgane in Reihen entlang der unteren Körperhälfte und auf dem Kopf. Die letzten beiden Leuchtorgane unten vor der Schwanzflosse sind von den übrigen Leuchtorganen entlang der Bauchkante weit abgesetzt. Das letzte Leuchtorgan steht erhöht. Die Schwanzflosse ist gegabelt, hinter der Rückenflosse befindet sich eine kleine Fettflosse. Männchen haben drei Leuchtorgane auf der Oberseite des Schwanzflossenstiels, Weibchen 2 bis 6 an der Unterseite. Sie erzeugen ein blassblaues Licht. Die leuchtorgane bilden sich erst bei einer Länge von 2 cm.

## Lebensweise
Der Schlankschwänzige Laternenfisch ist ein Fisch des offenen Ozeans, der tagsüber in Tiefen von etwa 225 bis 750 Metern lebt, in der Nacht zur Nahrungssuche aber auf Tiefen oberhalb von 125 Metern aufsteigt (Vertikalwanderung). Er ernährt sich vor allem von Ruderfußkrebsen, kleinem Krill, den Zoeastadien von Krabben, Fischeiern und -larven. Die Geschlechtsreife erreichen die Fische bei einer Länge von fünf Zentimetern. Die Laichzeit reicht von April bis Juli. Je nach Körpergröße legen die Weibchen etwa 800 bis 900 Eier. Die Larven haben kurze Stielaugen.